# 馬格努斯·拉杜洛斯
馬格努斯三世（瑞典語：Magnus Birgersson/Magnus Ladulås；1240年—1290年12月18日），又名馬格努斯·拉杜洛斯。比耶博王朝的瑞典國王（1275年－1290年在位）。比耶博王朝開創者執政公爵比爾耶爾與前任國王埃里克·埃里克松的姊姊英格堡·埃里克斯多塔之次子、瓦爾德瑪·比耶松的弟弟。
馬格努斯三世是第一位馬格努斯正式即位為瑞典國王，而並非被認為是王位覬覦者或謀叛者。馬格努斯一世是丹麥王室成員，老英格的外孫，並非王室正統；馬格努斯·亨里克松（即馬格努斯二世）是也是來自丹麥埃斯特里德森王朝的瑞典國王，老英格的外曾孫，也並非王室正統。

## 生平
馬格努斯·拉杜洛斯本被封為南曼蘭公爵。1266年，父親比爾耶爾死後將攝政公爵之位傳給馬格努斯，希望他可輔助兄長，但是馬格努斯並不甘心，於1275年在丹麥幫助下發動叛亂，在蒂山發生的霍瓦戰役打敗瓦爾德瑪·比耶松，並於1275年7月22日成功將瓦爾德瑪·比耶松廢黜，在莫拉石頭被選為國王。1276年，馬格努斯三世與首任妻子離婚而與小斯渥克爾松·卡爾松的後裔荷爾斯泰因的海爾維格結婚，馬格努斯三世以血緣相近為由取消第一段婚姻，但是教廷遲至十年後才為他取消了第一段婚姻。
1277年，瓦爾德瑪·比耶松終於取得在瑞典王國南部的約塔蘭，並被稱為約塔蘭公爵。然而，馬格努斯三世在1278年重新奪回約塔蘭。1288年，瓦爾德瑪·比耶松被馬格努斯三世囚禁在尼古平城堡（Nyköpingshus）直至1302年逝世時。
馬格努斯三世的幼弟本篤本是會吏長，其後成為瑞典首相，馬格努斯三世於1284年封賞他為芬蘭公爵。
馬格努斯三世於1290年逝世時，他的兒子皆尚年幼，交由同族的托克爾為他的繼承人當時只有十歲的比爾耶爾·馬格努松（與第二任妻子荷爾斯泰因的海爾維格的長子）攝政。